# Sika AG
Sika AG mit Hauptsitz in Baar ZG, in der Schweiz, ist ein 1910 in Zürich gegründetes, weltweit tätiges Unternehmen der Spezialitätenchemie. Die Verkaufsorganisation von Sika ist auf acht Zielmärkte ausgerichtet: Building Finishing, Concrete, Waterproofing, Roofing, Flooring, Sealing & Bonding, Engineered Refurbishment und Industry. Sika ist in 103 Ländern vertreten, verfügt über 400 Produktionsstandorte und beschäftigt 34'500 Mitarbeitende.

## Geschichte

### Gründung
Das Unternehmen wurde 1910 vom aus dem Vorarlberg stammenden Maurer Kaspar Winkler als Kaspar Winkler & Cie in Zürich gegründet. Winkler erfand Produkte zum Schutz und zur Reinigung von Granit. Ausserdem entwickelte er ein Produkt zur Beschleunigung des Abbindens und Erhärtens von Mörtel und Beton, das zugleich abdichtet. Der Gotthardtunnel wurde von 1918 bis 1922 durch seine Firma mit Tunnelabdichtungen saniert, was das Unternehmen international bekannt machte.

### Frühes Wachstum
1912 wurden die ersten Tochtergesellschaften in Deutschland gegründet. Ein Mangel an Führungskräften und ein ungenügendes Netzwerk erschwerte eine weitere Expansion. Nach Einstellung eines Direktors, der sich um die Expansion kümmerte, wurden 1926 bis 1928 Gesellschaften in England, Italien und Frankreich gegründet.
Im Jahre 1918 fanden erfolgreiche Tests der Schweizerischen Eisenbahnen (SBB) und Kaspar Winkler zur Abdichtung und dem dadurch möglichen elektrischen Betrieb der Gotthardbahn statt. In der Folge wurden 67 Tunnel (59'000 m² Gewölbe) aus einer Mischung von Portlandzement-Mörtel und Sika-1 abgedichtet. Der grosse Erfolg dieses Produkts führte dazu, dass der Firmenname in Sika geändert wurde, einer Abkürzung der Hauptbestandteile des Produkts: Silizium, Kalium und/oder Kalzium.
Winklers Schwiegersohn Fritz Schenker betrieb ab 1935 die weitere Expansion des Unternehmens. Die Sika war vor dem Zweiten Weltkrieg in Europa, Nord- und Südamerika und Asien vertreten. Seit 1939 produziert Sika auch in Bings, dort ist der Hauptsitz von Sika Österreich. 1971 übernahm Romuald Burkard die Führung des Unternehmens. Die Krise der späten 1960er Jahre brachte Sika an den Rand des Konkurses.
1980 wurde der Einkomponenten-Polyurethan-Klebstoff Sikaflex in der Automobilindustrie eingeführt. In den 1990er Jahren zog sich Sika aus dem Bau von Robotern zurück.
In Kaspar Winklers Geburtsort Thüringen in Vorarlberg wurde der Unternehmensgründer mit einem Festakt zum 100-jährigen Jubiläum geehrt und zu seinen Ehren eine Strassentafel enthüllt.
1990 kam es bei einem Industriefussboden-Produkt in Deutschland zu zahlreichen Reklamationen mit der Folge von Schadensfällen, Imageverlust der Sika und Schadenersatzforderungen in Millionenhöhe.

### Weiterentwicklung
2002 erfolgte die Umbenennung der Sika Finanz AG in Sika AG. Die Sika Technology AG wurde gebildet, um die Entwicklungs- und Forschungstätigkeit der Sika zusammenzufassen, für unternehmensübergreifende Funktionen wie Marketing, Produktion und Logistik wurde die Sika Services AG gegründet. Die Sika Schweiz AG wurde damit zu einer Tochtergesellschaft, deren einzige Funktion die Bearbeitung des nationalen Marktes ist.
Im selben Jahr ereignete sich bei Sika Taiwan ein Betrugsfall. In der Folge führte Walter Grüebler (CEO zwischen 2000 und 2004) Mittel der Tochter an die Holding zurück.
2012 wurde Paul Hälg, CEO der Dätwyler Gruppe, zum Verwaltungspräsidenten der Sika AG ernannt. Jan Jenisch, seit 1996 Mitarbeiter und bisheriger Leiter des Asiengeschäfts der Sika, löste Ernst Bärtsch als CEO ab.
Bis 2018 existierten zwei Aktiengattungen der Sika AG. Die nicht an der Börse kotierten Namensaktien befanden sich über die Schenker-Winkler-Holding nahezu vollständig im Besitz der Gründerfamilie Burkard, die kotierten Inhaberaktien zu 2 % im Besitz der Familie und zu 98 % in Streubesitz. Dadurch hielt die Familie bei einem Kapitalanteil von 16,97 % die Mehrheit der Stimmrechte von 52,92 %.
Am 12. Dezember 2013 starb die Enkelin des Firmengründers, Franziska Burkard-Schenker im Alter von 84 Jahren. Sie vererbte die Schenker-Winkler-Holding an ihre fünf Kinder. Ein Jahr später, am 5. Dezember 2014, wurde bekannt, dass die Erben ihre mittelbar gehaltenen Anteile an der Sika AG nach 104 Jahren in Familienbesitz an den französischen Konkurrenten Saint-Gobain weiterverkaufen möchten. Der Übernahmepreis war mit 2,75 Milliarden CHF weit höher als der entsprechende Marktwert der übrigen Aktien, da für die Übernahme der Kontrollmehrheit eine hohe Prämie bezahlt wird. Weil die Sika AG zu dem Zeitpunkt eine sogenannte Opting-out-Klausel in den Statuten hatte, musste den übrigen Aktionären keine Übernahmeofferte gemacht werden. Als Reaktion mobilisierte die Ethos Stiftung die übrigen Aktionäre (u. a. über eine Stiftung das Ehepaar Bill und Melinda Gates), um an einer geplanten ausserordentlichen Aktionärsversammlung diese Opting-out-Klausel aus den Statuten des Unternehmens zu entfernen. Laut einem vom Verwaltungsrat in Auftrag gegebenen Gutachten von Peter Nobel soll die Holding und der beabsichtigte Übernehmer, der Konzern Saint-Gobain, bereits eine Gruppe bilden. Demnach beschränkte der Verwaltungsrat gestützt auf die Statuten, welche es zulassen, bestimmten Haltern der Namensaktien die volle Eintragung ins Aktienbuch zu verweigern und damit dessen Stimmrechte zu beschränken, die Stimmrechte der Schenker-Winkler-Holding auf 5 %. Das Begehren der Familien-Holding, eine ausserordentliche Generalversammlung zur Neuwahl des Verwaltungsrats einzuberufen, war deshalb gescheitert, da hierfür laut Obligationenrecht ein Anteil von mindestens 10 % der Stimmrechte erforderlich ist. Damit hätte auch die Saint-Gobain im Verwaltungsrat nicht mehr die angestrebte Kontrollmehrheit besessen, wodurch die Attraktivität der Transaktion deutlich nachgelassen hätte. In der Folge zog die Schenker-Winkler-Holding gegen mehrere Verwaltungsräte vor Gericht, unterlag allerdings.
Nach einem jahrelangen Rechtsstreit wurde am 11. Mai 2018 zwischen der Familie Burkard, Saint-Gobain und der Sika AG eine Vereinbarung erzielt. Saint-Gobain übernimmt in einer nun reinen Finanzbeteiligung die Schenker-Winkler-Holding von der Familie Burkard. Das Konstrukt des Verkaufs der gesamten Holding statt nur der Aktien wurde gewählt, um eine Umschreibung der Sika-Aktien im Aktienregister sowie einen aufgrund der Vinkulation erforderlichen Verwaltungsratsbeschluss zu vermeiden. Aufgrund der Aktienkursentwicklung der Sika AG wurde der Kaufpreis auf 3,22 Milliarden CHF erhöht. Anschließend verkaufte Saint-Gobain einen Anteil von 6,97 % des Kapitals für 2,08 Milliarden CHF an die Sika AG weiter. Dadurch sank der mittelbar gehaltene Kapitalanteil der Saint-Gobain an der Sika AG auf 10 % und der Stimmrechtsanteil auf etwa 29 %.
In einer für den 11. Juni 2018 einberufenen Generalversammlung wurde die Abschaffung der Opting-out-Klausel, der Vinkulation sowie die Zusammenlegung der beiden Aktiengattungen zu einer neuen Namensaktie mit einer Stimme pro Aktie beschlossen. Gleichzeitig wurden die zuvor von Saint-Gobain übernommenen 6,97 % der Aktien vernichtet, wodurch sich deren Kapitalanteil leicht von 10 % auf 10,75 % erhöhte. Aufgrund des Generalversammlungsbeschlusses entspricht deren Kapitalanteil nun dem Anteil an Stimmrechten.
Paul Schuler, langjähriger Mitarbeiter und bisheriger Leiter der Region EMEA, löste zum 1. Juli 2017 Jan Jenisch als CEO ab. Am 1. Mai 2021 folgte Thomas Hasler als neuer CEO.
Im Mai 2019 erwarb Sika Parex, ein globales Bauchemikalienunternehmen für Speziallösungen in der Bauindustrie.
Im Mai 2020 platzierte Saint-Gobain seine verbliebenen Anteile in Höhe von 10,75 % für 2,56 Milliarden CHF bei institutionellen Investoren und zog sich damit vollständig bei der Sika AG zurück. Saint-Gobain erzielte mit seiner zweijährigen Finanzbeteiligung bei Sika einen Bilanzgewinn in Höhe von 1,54 Milliarden CHF.
Ende 2021 gaben Sika und MBCC (die frühere Bauchemie Sparte der BASF) die Übernahme der MBCC durch Sika bekannt, welche am 2. Mai 2023 vollzogen wurde. Dem Halbjahresbericht 2023 der Sika-Gruppe können die Einzelheiten dieser Übernahme entnommen werden. Auffallend ist die bedeutende Zunahme der Verschuldung zur Finanzierung dieser Akquisition sowie des hohen verbuchten Goodwills, welcher zu mehr als einer Verdoppelung der immateriellen Vermögenswerte in der Bilanz von Sika geführt hat.
Im Juli 2023 erwirbt Sika die Familienfirma Thiessen Team USA, einen Hersteller von Spritzbeton- und Mörtelprodukten für den amerikanischen Bergbausektor.
Sika kündigt im August 2023 die Übernahme der peruanischen Familienfirma Chema an, welche in Peru Mörtelprodukte herstellt und vertreibt.
Im August 2024 hat Sika die Firma Vinaldom, S.A.S, Dominikanische Republik übernommen, welche chemische Zusatzbaustoffe herstellt und vermarktet.

## Kennzahlen
Akquisitionen und organisches Wachstum liessen den Umsatz von 6'248 Millionen CHF bei einem Personalbestand von 18'400 im Jahr 2017 auf 11'763 Mio. CHF bei einem Personalbestand von 34'476 im Jahr 2024 steigen. Das Bruttoergebnis war 2024 6'416.0 Mio. CHF, was einer Bruttomarge von 54,5 % entsprach. Der Reingewinn betrug 1'247.6 Mio. CHF.

## Marktfelder
Sika ist im Baubereich in folgenden Marktfeldern tätig:
- Bauwerksabdichtungen
- Additive für die Betonproduktion
- elastisches Dichten/Kleben
- Untergiessen/Befestigen
- Bodenbeschichtungen
- Reparatur/Unterhalt von Betonstrukturen
- strukturelles Verstärken
- Dachabdichtungen
- Oberflächenschutz
- Systeme für Fliesenverlegung

Im Industriebereich ist Sika als Zulieferer in folgenden Marktfeldern tätig:
- Automobilzulieferindustrie
- Schienenfahrzeuge, Busse und andere Nutzfahrzeuge
- Schiffbau
- Lösungen für Wind- und Solarindustrien